# Daria de Beauharnais
Pour les autres membres de la famille, voir Maison de Beauharnais.
Daria Ievguenia de Beauharnais, comtesse de Beauharnais, née le 19 mars 1870 à Saint-Pétersbourg et morte le 5 novembre 1937 à Leningrad, est une noble russe.
Personnalité sulfureuse de la maison de Beauharnais, elle choisit de revenir en Union soviétique après la Révolution russe. Inculpée d'espionnage, elle est exécutée avec son troisième mari lors des Grandes Purges.

## Biographie
Fille d'Eugène, prince Romanowsky et duc de Leuchtenberg, elle étudie à Paris et en Allemagne.
Le 7 septembre 1893, elle épouse à Baden-Baden le prince Lev Mikhaïlovitch Kotchoubeï (1862-1927), fils du prince Mikhaïl Viktorovitch Kotchoubeï. Après avoir divorcé en 1910, elle épouse le baron Vladimir von Grevenits (1872-1916), dont elle divorce en 1913. Elle se marie alors avec Viktor Markizetti (1874-1938).
Elle est infirmière durant la Première Guerre mondiale.
Accusée d'espionnage par le régime soviétique, elle est exécutée le 5 novembre 1937, deux mois avant son mari. En 1989, elle est réhabilitée à titre posthume.
Elle n'a que deux enfants, de son premier mariage, Eugène (1894-1951) et Nathalie (1899-1979), abbesse des domicaines de Fribourg. La fille aîné de son fils, Diane Kotchoubey de Beauharnais (1918-1989), épousera en secondes noces l'écrivain Georges Bataille.

## Sources
- (it) Cet article est partiellement ou en totalité issu de l’article de Wikipédia en italien intitulé « Daria de Beauharnais » (voir la liste des auteurs).